# Aita Mare
Aita Mare is een Roemeense gemeente in het district Covasna.
Aita Mare telt 1750 inwoners.